# Tunyogmatolcs
Tunyogmatolcs là một thị trấn thuộc hạt Szabolcs-Szatmár-Bereg, Hungary. Thị trấn này có diện tích 26,28 km², dân số năm 2010 là 2464 người, mật độ 94 người/km².